# 화성기
화성기는 행성인 화성을 상징하거나 가공 작품 속 가공의 화성인 작품을 대표하기 위한 잠재적 기 디자인 개념이다.

## 제안된 기

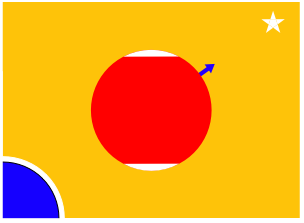
토머스 O. 페인의 디자인. 지구와 항성들간 정거지로서 화성을 표현한 기 디자인.
화성을 나타내는 파스칼 리의 3색 기

## SF

낯선 땅 이방인에서 설명되는 화성기
소설 움직이는 화성에서 설명되는 화성연방공화국의 기
더 익스팬스 텔레비전 시리즈에서 볼 수 있는 화성인 의회 공화국의 기

## 같이 보기
- 화성식민지
- 유인화성탐사
- 마스 다이렉트
- 지구기
- 기학